# BMO Field
BMO Field – wielofunkcyjny (głównie piłkarski) stadion w Toronto w Kanadzie. Budowa rozpoczęła się w 2006 roku. Pierwszy mecz na stadionie został rozegrany przez Toronto FC 28 kwietnia 2007 przeciwko Kansas City Wizards. 22 lipca 2007 został tu rozegrany finał mistrzostw świata do lat 20. Stadion może pomieścić 30,991 widzów. Koszt budowy obiektu wynosił około 72 milionów dolarów kanadyjskich.